# OpenEdition
OpenEdition es un portal de publicación en ciencias humanas y sociales creado por el Centro para la edición electrónica abierta (Cléo), especializado en la edición electrónica y financiado por el Centro Nacional para la Investigación Científica (CNRS), la Escuela de Estudios Superiores en Ciencias Sociales, la Universidad de Aix-Marsella, la Universidad de Aviñón, la Fondation Calouste Gulbenkian y Google. Es una iniciativa pública en favor del acceso abierto a los resultados de la investigación científica.

## Descripción
Este portal comprende cuatro plataformas :
- OpenEdition Journals, creado Revues.org por Marin Dacos en 1999. Este portal es el origen de OpenEdition. Tiene en línea cientos de revistas en humanidades y ciencias sociales.
- Calenda (portal)  creado por Marin Dacos en 2000, publica miles de anuncios de actividades científicas: coloquios, jornadas de estudio, seminarios, así como ofertas de empleo y convocatorias. Está actualmente dirigido por Delphine Cavallo.
- Hypothèses.org , creado en 2008, es una plataforma de blogging científico. Los investigadores crean blogs o bitácoras o blogs en los que dan cuenta de los avances de sus investigaciones.La plataforma está disponible en francés, alemán (en asociación con la Max Weber Stiftung) y español (con la Universidad Nacional de Educación a Distancia).
- OpenEdition Books  creado en 2013, es una plataforma de publicación de libros de los cuales al menos 50% son de acceso abierto. Entre los principales editores se hallan Editions de l'ENS, Editions de l'EHESS, Presses Universitaires de Rennes, Open Books Publishers  y CEU Press.

Las cuatro plataformas tienen consejos científicos que seleccionan las publicaciones a fin de asegurar su calidad científica.
En septiembre de 2016, esta plataforma tenía 3135 libros, 435 revistas, 1620 blogs y 32559 anuncios.